# اکرد
اکرد، روستایی است از توابع بخش هزارجریب شهرستان نکا در استان مازندران ایران.
مردم آکرد به زبان مازنی حرف میزنند kerd sا kard در زبان و گویش مازندرانی معنی چوپان یا شبان میدهد

## جمعیت
این روستا در دهستان زارم‌رود قرار دارد و براساس سرشماری مرکز آمار ایران در سال ۱۳۸۵، جمعیت آن ۳۷۲ نفر (۷۲خانوار) بوده‌است.